# Andrej Šporn
Andrej Šporn (Kranj, 1º dicembre 1981) è un ex sciatore alpino sloveno.

## Biografia
Atleta polivalente originario di Kranjska Gora, Šporn a inizio carriera si è dedicato prevalentemente alle prove tecniche, per poi specializzarsi in quelle veloci.

### Stagioni 1997-2009
Attivo in gare FIS dal dicembre del 1996, ha esordito in Coppa Europa il 7 gennaio 1999 a Kranjska Gora in slalom gigante (37º) e in Coppa del Mondo il 10 dicembre 2001 nello slalom speciale di Madonna di Campiglio, senza concludere la gara. Il 13 dicembre 2002 ha colto a Obereggen il suo primo podio in Coppa Europa (2º in KO slalom), mentre i primi punti nel massimo circuito internazionale sono arrivati il 4 gennaio 2004 con il 20º posto nello slalom speciale di Flachau. La settimana successiva, l'11 gennaio, ha anche conquistato il primo piazzamento nei primi dieci: 6º nella combinata di Chamonix; il 2 marzo dello stesso anno è salito per l'ultima volta sul podio in Coppa Europa, nello slalom speciale di Kranjska Gora (2º).
Nel 2005 ha rappresentato il proprio Paese ai Mondiali di Bormio/Santa Caterina Valfurva in slalom speciale e in combinata, senza però mai arrivare al traguardo; l'anno dopo ha partecipato invece ai XX Giochi olimpici invernali di Torino 2006, sua prima presenza olimpica, piazzandosi 31º nella discesa libera, 15º nel supergigante e 30º nella combinata. Nel 2007 è stato nuovamente convocato ai Mondiali, disputati quell'anno a Åre, dove è arrivato 19º nella discesa libera, 44º nel supergigante e non ha concluso la supercombinata.

### Stagioni 2010-2018
Il 23 gennaio 2010 ha conquistato il suo unico podio in Coppa del Mondo con il secondo posto nella classica discesa libera sulla Streif di Kitzbühel, dietro allo svizzero Didier Cuche e davanti all'italiano Werner Heel; il mese dopo ha partecipato ai XXI Giochi olimpici invernali di Vancouver 2010, sua ultima presenza olimpica, piazzandosi 18º nel supergigante, 25º nello slalom gigante e non concludendo la discesa libera e la supercombinata.
Ai Mondiali di Garmisch-Partenkirchen 2011 è stato 6º nella discesa libera e 20º nel supergigante, mentre due anni dopo, nella rassegna iridata di Schladming 2013 (suo congedo iridato), nelle medesime specialità si è classificato rispettivamente 11º e 31º. Il 17 dicembre 2016 in Val Gardena ha preso per l'ultima volta il via in Coppa del Mondo, nella discesa libera chiusa da Šporn al 42º posto; si è ritirato al termine della stagione 2017-2018 e la sua ultima gara in carriera è stata la discesa libera dei Campionati sloveni 2018, il 28 marzo a Krvavec, che non ha completato.

## Palmarès

### Coppa del Mondo
- Miglior piazzamento in classifica generale: 31º nel 2010
- 1 podio (in discesa libera):
  - 1 secondo posto

### Coppa Europa
- Miglior piazzamento in classifica generale: 16º nel 2003
- 5 podi:
  - 4 secondi posti
  - 1 terzo posto

#### Coppa Europa - gare a squadre
- 1 podio:
  - 1 secondo posto

### South American Cup
- Miglior piazzamento in classifica generale: 3º nel 2008 e nel 2015
- Vincitore della classifica di discesa libera nel 2010 e nel 2015
- Vincitore della classifica di supergigante nel 2009
- 14 podi:
  - 6 vittorie
  - 4 secondi posti
  - 4 terzi posti

#### South American Cup - vittorie
| Data              | Località          | Paese | Specialità |
| ----------------- | ----------------- | ----- | ---------- |
| 11 settembre 2007 | Termas de Chillán | Cile  | DH         |
| 12 settembre 2007 | Termas de Chillán | Cile  | SG         |
| 10 settembre 2009 | La Parva          | Cile  | DH         |
| 10 settembre 2009 | La Parva          | Cile  | DH         |
| 4 settembre 2014  | La Parva          | Cile  | DH         |
| 17 settembre 2014 | El Colorado       | Cile  | DH         |

Legenda:

DH = discesa libera

SG = supergigante

### Campionati sloveni
- 21 medaglie[1]:
  - 7 ori (discesa libera nel 2004; combinata[2] nel 2006; discesa libera, slalom gigante, combinata[2] nel 2008; discesa libera, supergigante nel 2014)
  - 5 argenti (slalom speciale nel 2001; slalom speciale nel 2003; discesa libera, supergigante nel 2007; discesa libera nel 2016)
  - 9 bronzi (slalom speciale nel 2002; supergigante nel 2003; discesa libera nel 2005; supergigante, slalom gigante nel 2006; supergigante nel 2008; supergigante nel 2011; supergigante nel 2012; supergigante nel 2013)